# Nechesia albotentata
Nechesia albotentata là một loài bướm đêm trong họ Erebidae.